# Geranium molle
Espèce
Classification phylogénétique
Statut de conservation UICN

 LC  : Préoccupation mineure
Le Géranium à feuilles molles ou le Géranium mou (Geranium molle), est une plante annuelle ou bisannuelle de la famille des géraniacées.

Geranium molle - Habitus.

## Description
Geranium molle est une petite plante herbacée annuelle, couverte de long poils mous étalés (la rendant blanchâtre), comportant des tiges de 10 à 40 cm, velues, très ramifiées.
Les feuilles alternes, de 1-4 cm, sont palmatifides, à 5-7 lobes en coin, deux fois plus long que large. Les inférieures sont disposées en rosette et sont longuement pétiolées. En montant le long d'une tige, les feuilles ont des pétioles de plus en plus courts et velus. Les stipules à la base du pétiole sont rougeâtres et triangulaires. Quand on les froisse, les feuilles dégagent une légère odeur d'encre de Chine.
Les fleurs sont de couleur pourpre clair, de petite taille (de 8-12 mm de diamètre), inclinées à la floraison. Elles vont généralement par deux : elles sont en cymes solitaires, sur un pédoncule de 1-8 cm, couvert de poils (trichomes) glandulaires et non glandulaires. Les 5 sépales, sont brièvement mucronés et couvert de longs poils étalés. Les 5 pétales de 4-8 mm, purpurins à roses, ont un apex émarginé et un onglet court et cilié. Ils sont deux fois plus long que le calice. Les 10 étamines ont des filets blancs, entièrement glabres et des stigmates pourpres. Les 5 nectaires sont hémisphériques et glabres. Les 5 carpelles sont ridés transversalement.
La floraison se déroule d'avril à septembre.
Les fruits, sous forme de méricarpes, sont ridés transversalement à la base et glabres.

## Distribution et habitat
C'est une plante d'Asie occidentale (Iran, Irak, Syrie, Israel, Jordanie, Turquie, Afghanistan, Inde) et d'Afrique du Nord, de Russie, qui est présente dans toute l'Europe,. Elle est naturalisée dans de nombreuses autres régions.
Elle est présente dans tous les départements de la France métropolitaine.
Le Géranium à feuilles molles se rencontre au bord des chemins, dans les jardins, dans les décombres et les champs, parfois au pied des murs.

## Statuts de protection, menaces
L'espèce n'est pas encore évaluée à l'échelle mondiale et européenne par l'UICN. En France elle est classée comme non préoccupante .

## Synonymes
Suivant The Plant List, les synonymes sont :
- Geranium abortivum De Not. ex Ces.
- Geranium album Picard
- Geranium argenteum Lucé
- Geranium brutium Gasp.
- Geranium leiocaulon Ledeb.
- Geranium lucanum Gasp. ex Nyman
- Geranium luganense Chenev. ex Schroet.
- Geranium macropetalum (Boiss.) Posp.
- Geranium malvifolium Schleich. ex DC.
- Geranium oenense Borbás ex Hallier
- Geranium pseudovillosum Schur
- Geranium stipulare Kunze

## Photos

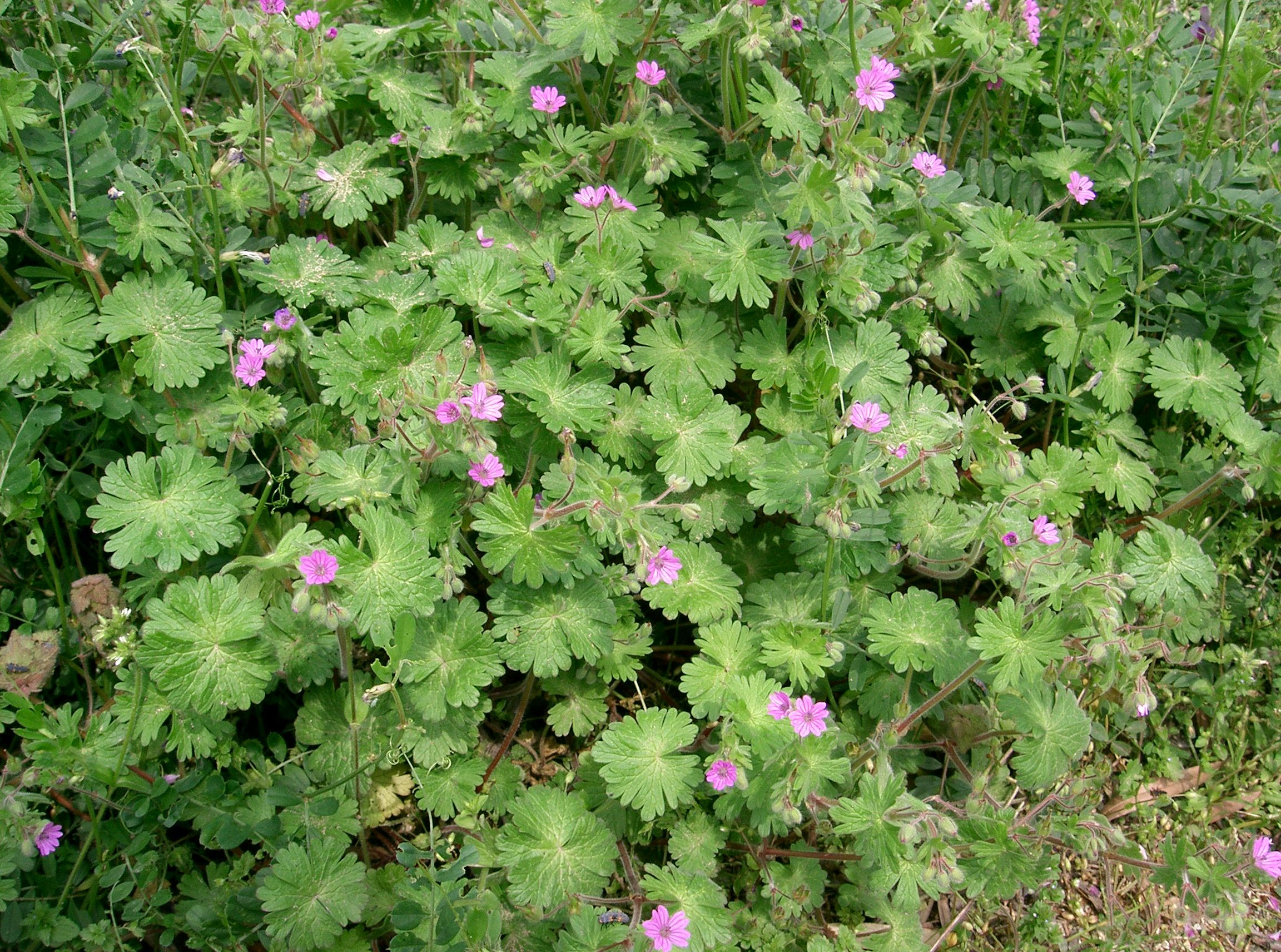
Touffe
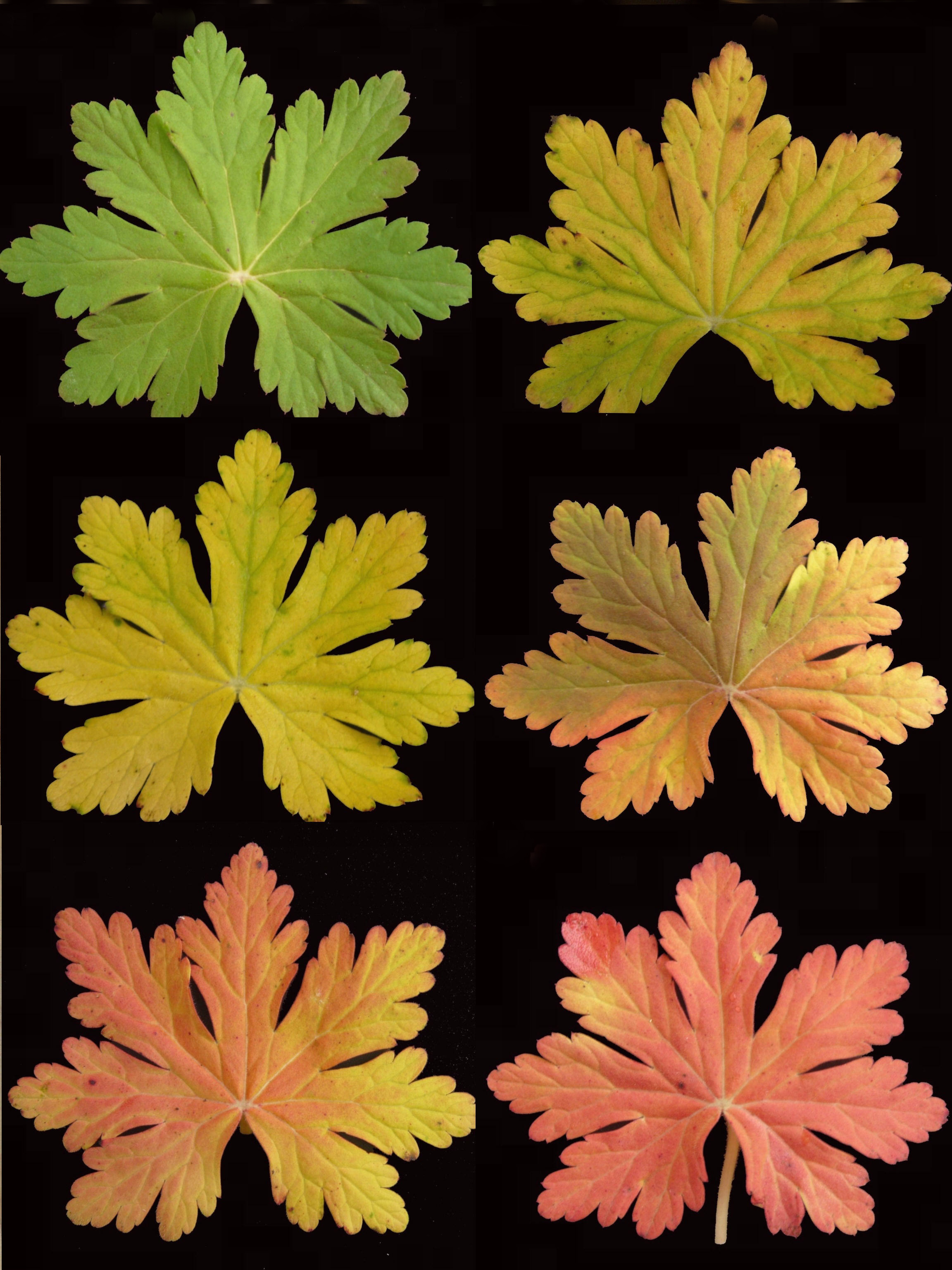
Coloration des feuilles du printemps (en haut à gauche) à l'automne (en bas à droite)
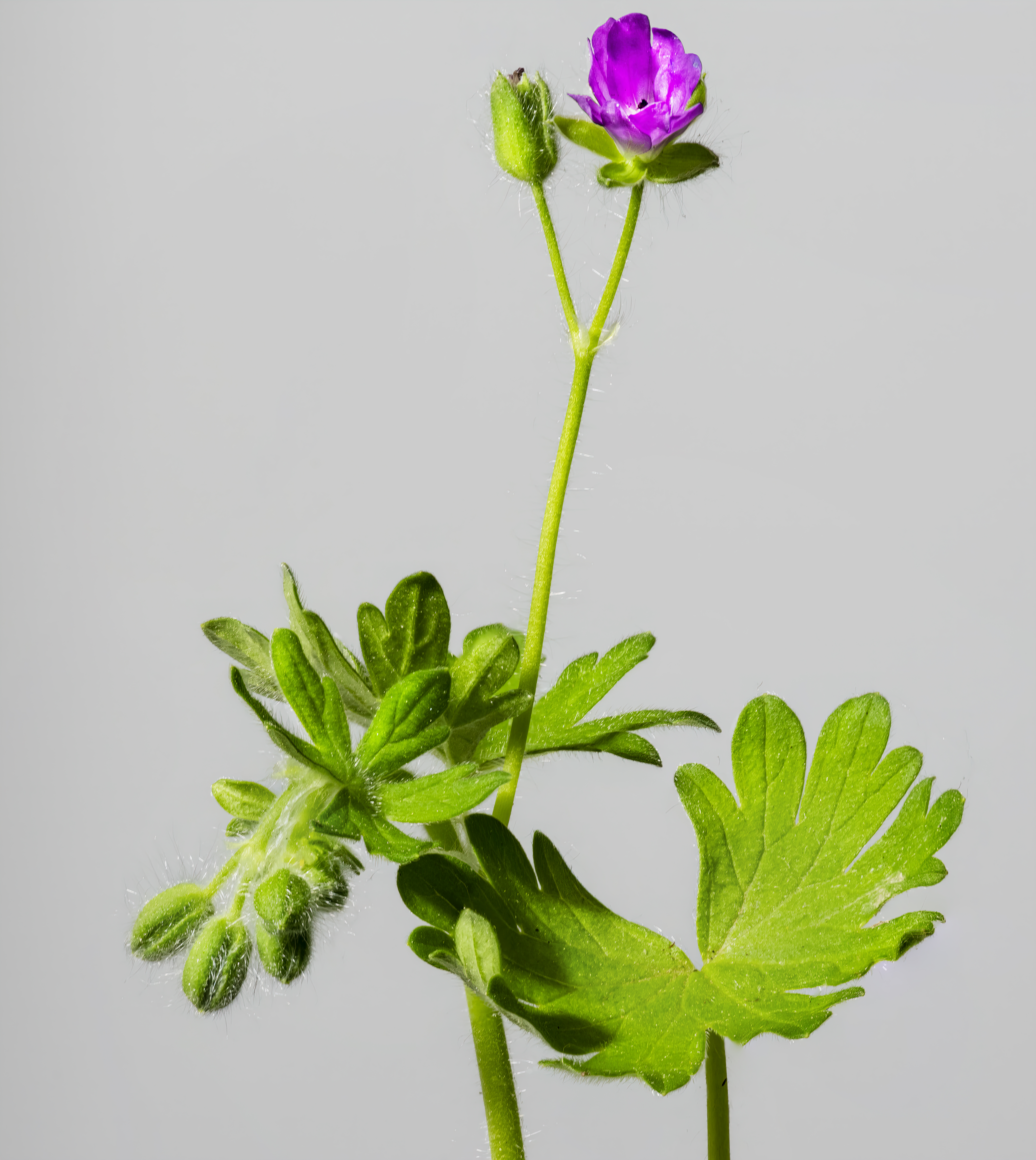
Geranium molle
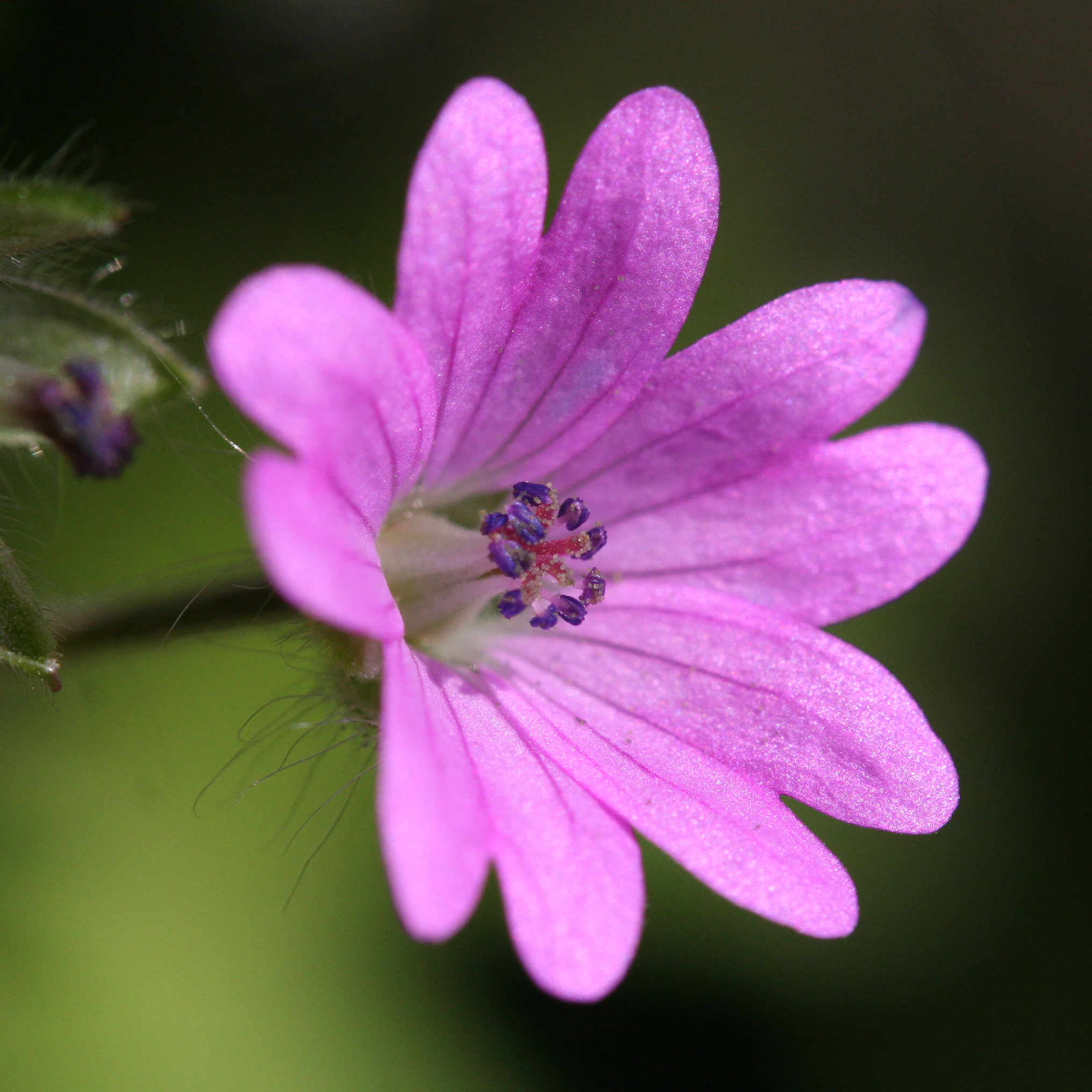
Fleur : 5 pétales émarginés, 10 anthères
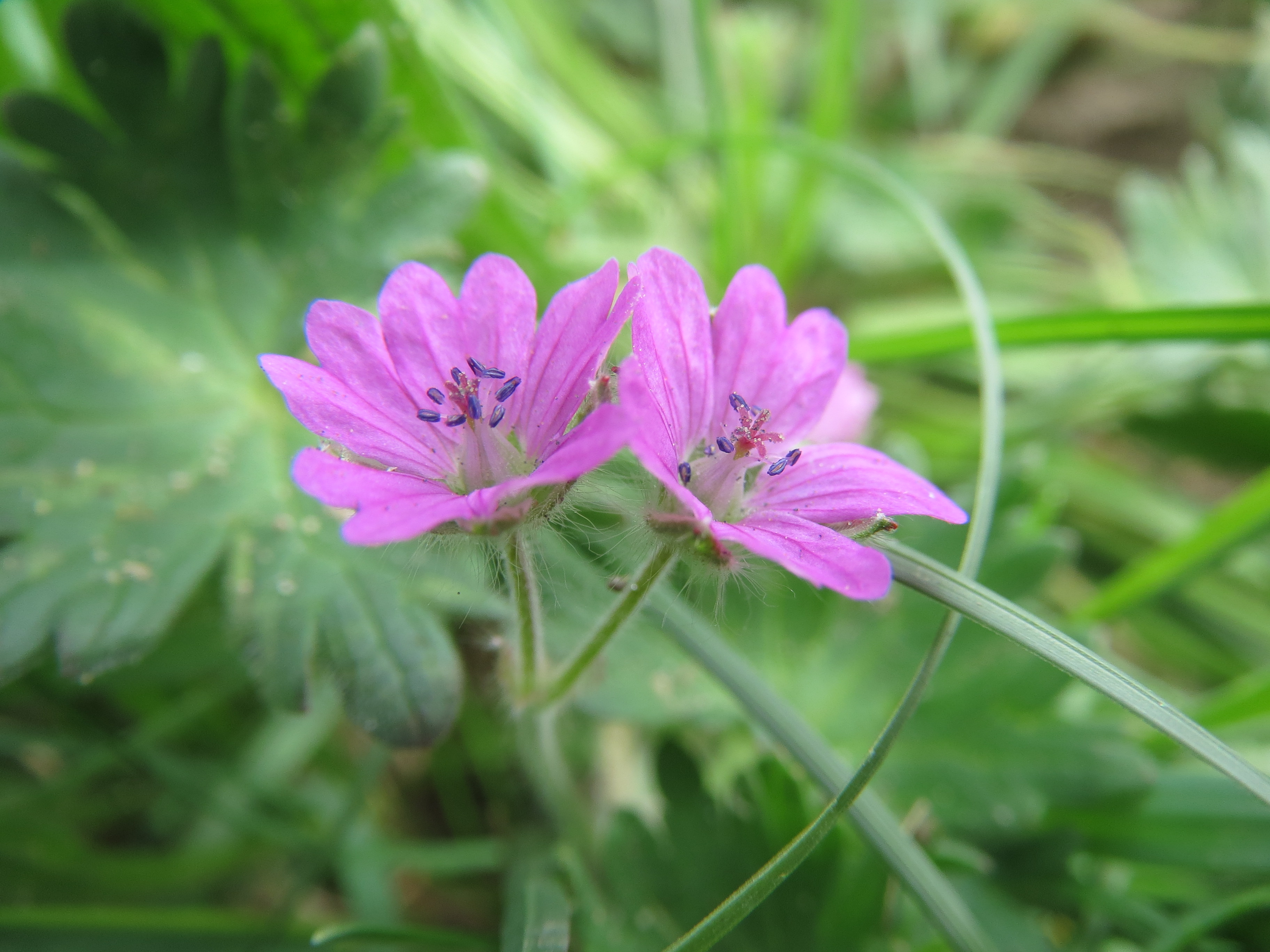
Cyme biflore
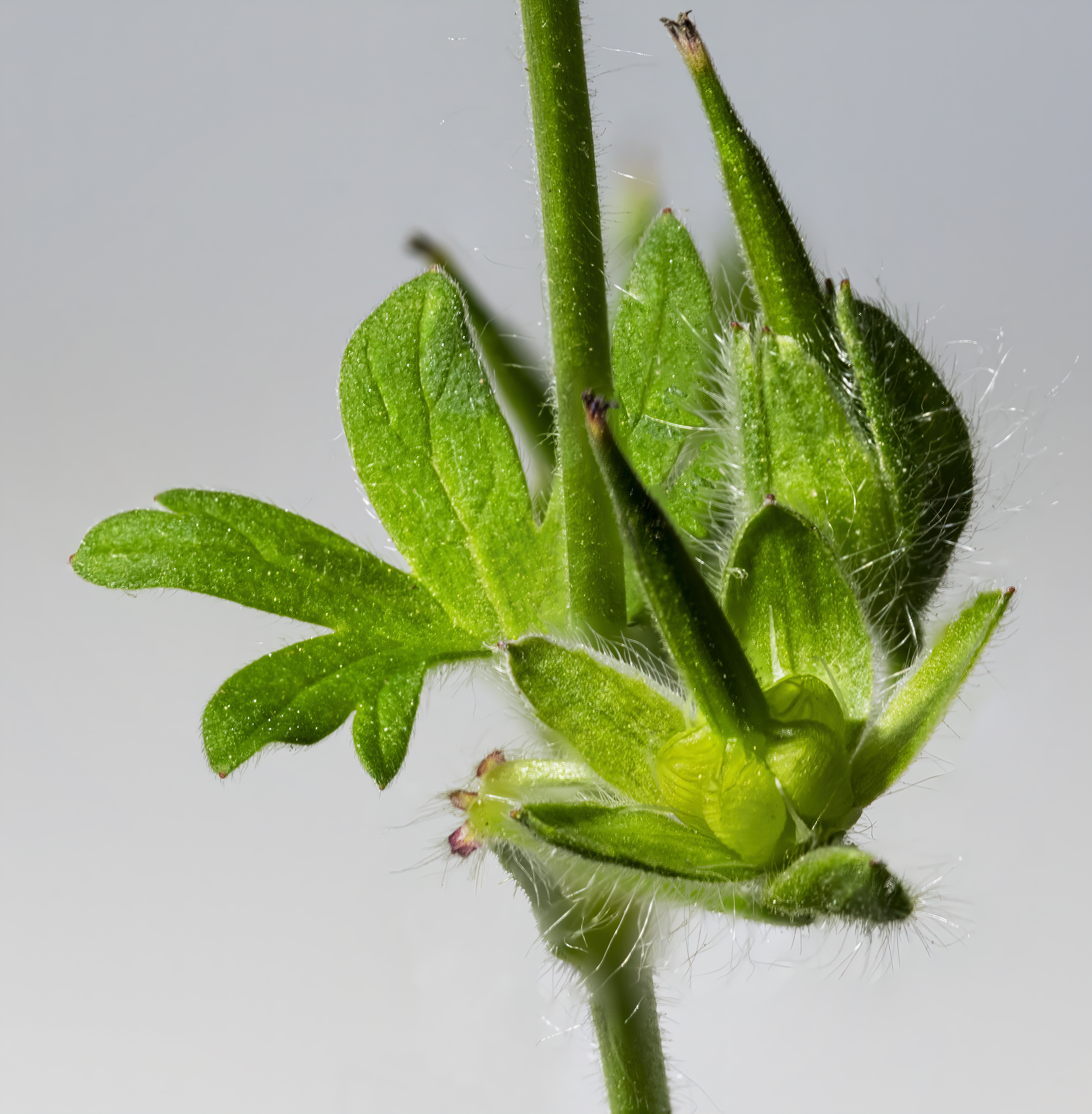
Fruit immature